# Spodnji Ivanjci
Spodnji Ivanjci je naselje u slovenskoj Općini Gornjoj Radgoni. Spodnji Ivanjci se nalazi u pokrajini Štajerskoj i statističkoj regiji Pomurju. 

## Stanovništvo
Prema popisu stanovništva iz 2002. godine naselje je imalo 127 stanovnika.